# Itambé (Itaguaçu)
Itambé é um distrito do município de Itaguaçu, no estado do Espírito Santo, no Brasil. Possui cerca de 1 800 habitantes e está situado na região norte do município.

## Topônimo
A palavra "itambé" é de origem tupi e significa "pedra afiada", através da junção de i'tá (pedra) e aim'bé (afiada).